# Achí
Achí là một khu tự quản thuộc tỉnh Bolívar, Colombia. Thủ phủ của khu tự quản Achí đóng tại Achí Khu tự quản Achí có diện tích 1471 ki lô mét vuông. Đến thời điểm ngày 28 tháng 5 năm 2005, Achí có dân số 27277 người.